# 齋藤聡
齋藤 聡（さいとう あきら、1966年〈昭和41年〉7月26日 - ）は、日本の海上自衛官。第36代海上幕僚長。第52代自衛艦隊司令官。　

## 略歴
長崎県佐世保市出身。防衛大学校を第33期卒業し、海上自衛隊に入隊。職種は水上艦艇。
入隊後は主に護衛艦や海上幕僚監部等で勤務したのち、海上自衛隊幹部候補生学校長、海上幕僚監部防衛部長等の要職を歴任し、第40代護衛艦隊司令官、第43代海上幕僚副長を経て、2022年（令和4年）12月23日付で第52代自衛艦隊司令官に就任した。
2024年（令和6年）7月12日の閣議において、7月19日付をもって海上幕僚長に任命する旨の人事が了承・発令された。海上幕僚長就任に際し、「精強」及び「誠実」を方針として掲げた。
2025年（令和7年）7月30日、防衛省から潜水艦修理を受注した川崎重工業が裏金で海上自衛隊の潜水艦乗組員らに不適切な物品供与をしていた問題で、防衛省は斎藤を減給1カ月、管理責任がある監督官73人と上司2人を訓戒、艦長17人を注意とする処分を行った。

## 年譜

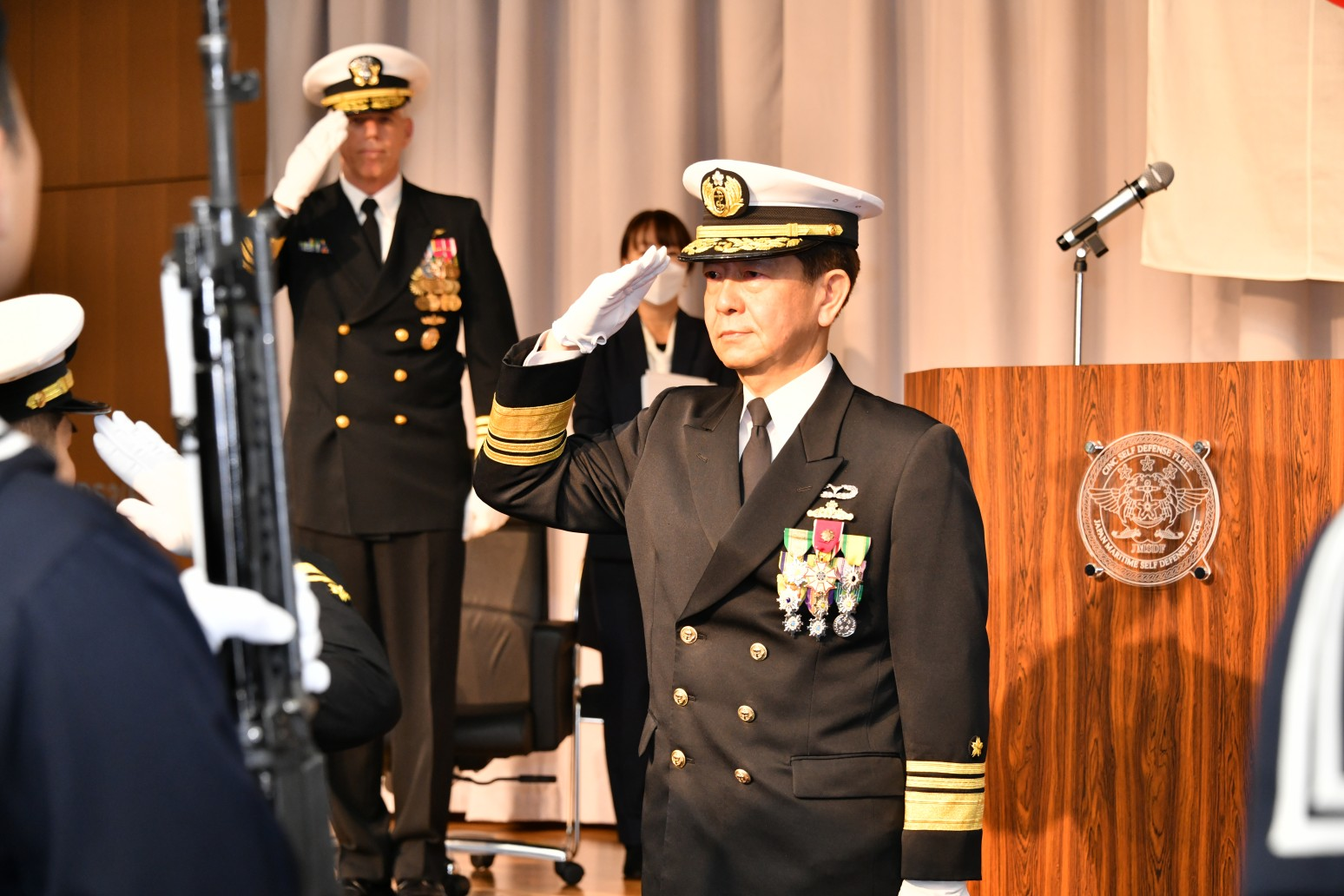
第52代自衛艦隊司令官として着任した齋藤海将

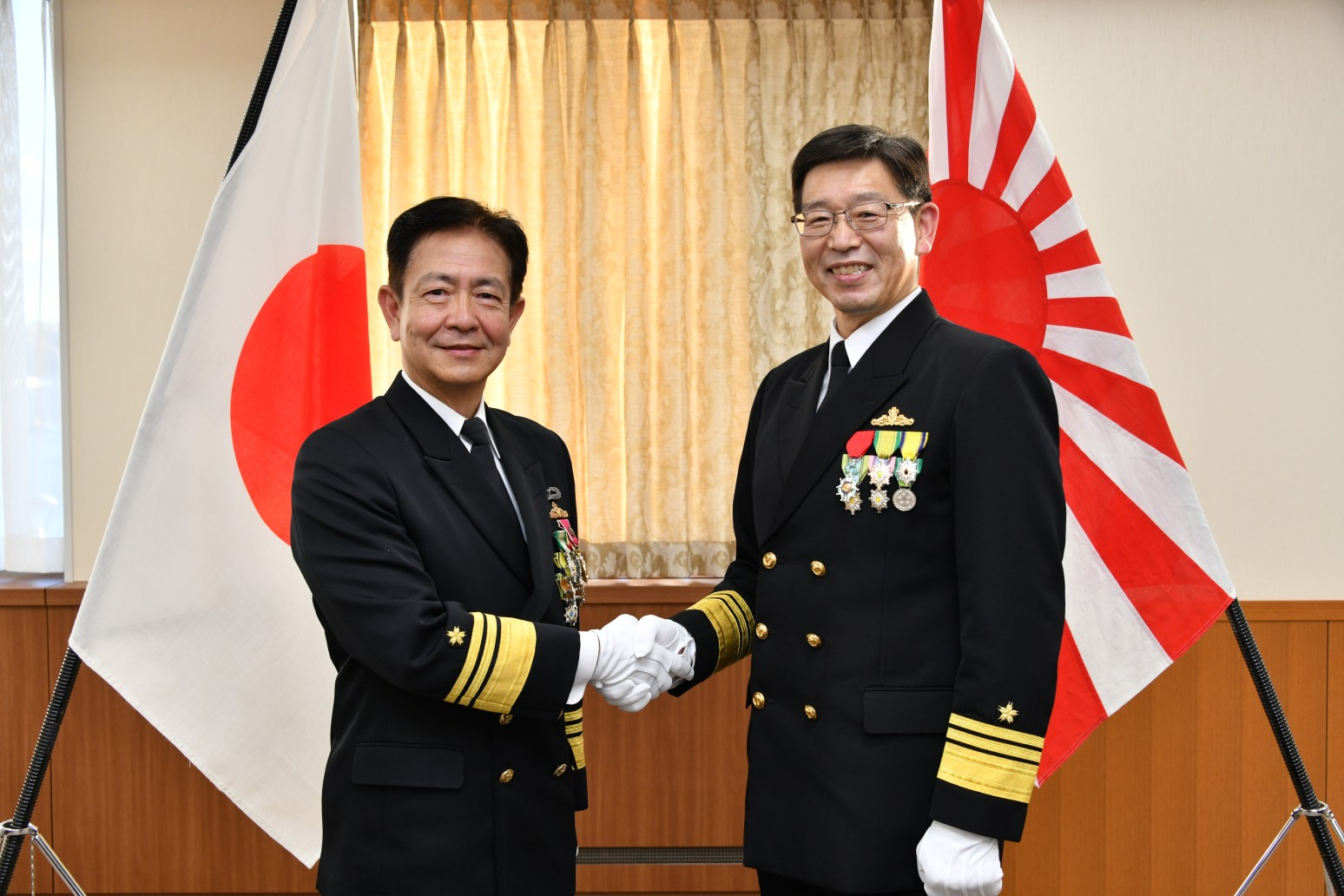
前任の自衛艦隊司令官の湯浅秀樹海将（右）と齋藤海将（左）

- 1989年（平成元年）3月：防衛大学校第33期卒業、海上自衛隊入隊
- 2000年（平成12年）1月：3等海佐
- 2003年（平成15年）7月：2等海佐
- 2005年（平成17年）4月：第4護衛隊群司令部幕僚
- 2006年（平成18年）3月31日：いそゆき艦長
- 2007年（平成19年）3月30日：護衛艦隊司令部幕僚
- 2008年（平成20年）
  - 1月：1等海佐
  - 7月：幹部学校付（米海軍大学校指揮課程）
- 2009年（平成21年）7月10日：海上幕僚監部防衛部防衛課勤務
- 2010年（平成22年）7月26日：海上幕僚監部防衛部防衛課防衛班長 兼 幹部学校
- 2011年（平成23年）8月1日：第14護衛隊司令
- 2012年（平成24年）7月26日：海上幕僚監部人事教育部教育課長
- 2013年（平成25年）8月22日：海上幕僚監部人事教育部補任課長
- 2014年（平成26年）8月5日：海将補に昇任、第1護衛隊群司令
- 2016年（平成28年）7月1日：護衛艦隊司令部幕僚長
- 2017年（平成29年）8月8日：海上自衛隊幹部候補生学校長
- 2018年（平成30年）8月1日：海上幕僚監部防衛部長
- 2020年（令和02年）8月25日：海将に昇任、第40代 護衛艦隊司令官[8]
- 2021年（令和03年）12月22日：第43代 海上幕僚副長[9]
- 2022年（令和04年）12月23日：第52代 自衛艦隊司令官に就任[3]
- 2024年（令和06年）7月19日：第36代 海上幕僚長に就任[4]